# Teobromină
Teobromina este un alcaloid xantinic prezent în boabele de cacao (în proporție de 1,5-3%), de cafea și în frunzele de ceai. Numele provine din limba greacă (theos = zeu; broma = hrană). Ea este ca și cofeina o substanță organică un alcaloid care face parte din grupa metilxantinelor, având ca și cofeina un efect excitant al sistemului nervos. Teobromina este o substanta cristalină, cu gust amar. Teobromina este otrăvitoare pentru câini, chiar în cantități foarte mici, se aceea nu este indicat să li se dea acestora produse care conțin cafea sau cacao (de exemplu ciocolată).

## Formele în natură
- Theobroma cacao se găsește în boabele de cacao într-un procent de 1–2,5 %, iar în nucile cola 0,1 %.
- Frunzele de ceai Camellia sinensis și conțin numai 0,05 % teobromină, iar în fructele sau frunzele de Ilex paraguariensis teobromina este legată de tanine sau clorogen.

Este necesară prăjirea sau fermentarea, pentru a pune în libertate teobromina legată în diferite combinații chimice. Ciocolata de culoare închisă conține până la 3-10 grame, teobromină pe kilogram, pe când ciocolata cu lapte conține numai 0,6-4 g pe kilogram. Alcaloidul este de culoare albă, solubilă numai în apă caldă, care va deveni ușor acidă, după dizolvarea teobrominei.

## Proprietăți
Teobromina este o 3,7 dimetilxantină, iar cofeina 1,3,7 trimetilxantină, deci mai mult cu o grupare metil, în comparație cu teobromina.

## Mod de acțiune
Alcaloidul are asupra omului, o acțiune asemănătoare cofeinei, dar cu efect mai redus:
- diuretic
- vasodilatator
- stimulant cardiac
- relaxator al musculaturii netede
- excitant nervos

În plante alcaloidul se găsește în cantități reduse, din care cauză în natură nu apare, prin supradozare, pericolul unei intoxicații. Dozele mari peste > 100 g cacao pulbere au creat un puls ridicat, tremurături ale ochilor, dureri de cap, la persoanele testate. În cazurile cronice, când supradozările au durat o perioadă mai lungă de zece zile (1,5 g / zi), au apărut tremurături și accese de transpirație, pe lângă durerile de cap. La animale dozele toxice sunt mult mai reduse ca la om. Un studiu din SUA a constatat că la femeile gravide care au consumat ciocolată a scăzut procentul de pre eclampsie. Se consideră că doza toxică de teobromină la om este de 280 mg/kg greutate corporală, pe când la pisică este de 200 mg/kg, iar la câine de 30 mg/kg, o jumătate de tabletă de ciocolată omoară un câine. Alcaloidul este folosit în medicină ca și calmant al tusei, înlocuind treptat codeina.